# Cairoma
Cairoma är en ort i Bolivia.   Den ligger i departementet La Paz, i den centrala delen av landet, 300 km nordväst om huvudstaden Sucre. Cairoma ligger 3 921 meter över havet och antalet invånare är 976.
Terrängen runt Cairoma är bergig åt nordväst, men åt sydost är den kuperad. Terrängen runt Cairoma sluttar västerut. Runt Cairoma är det glesbefolkat, med 12 invånare per kvadratkilometer.. Närmaste större samhälle är Viloco, 5,6 km söder om Cairoma. 
Trakten runt Cairoma består i huvudsak av gräsmarker.